# Adam Kosidło
Adam Kosidło (ur. 2 lutego 1947 na Lubelszczyźnie) – polski historyk, profesor nauk humanistycznych.
Specjalizuje się w historii najnowszej Polski. W 1971 ukończył studia historyczne na Uniwersytecie Gdańskim. Doktorat obronił w 1980. Habilitował się w 1997. Tytuł naukowy profesora otrzymał w 2015. Pełnił funkcję dyrektora Instytutu Stosunków Międzynarodowych Akademii Marynarki Wojennej. Jest profesorem nadzwyczajnym w tym instytucie. Był profesorem nadzwyczajnym w Instytucie Historii Uniwersytetu Gdańskiego i profesorem na Wydziale Administracji i Nauk o Polityce Gdańskiej Wyższej Szkoły Humanistycznej.

## Autorskie publikacje monograficzne
- Ghana - droga do samodzielności państwowej. Poglądy i oceny w literaturze światowej (1980)
- Dekolonizacja Afryki - droga Ghany do samorządu, 1947-1951 (1991)
- Dekolonizacja Afryki. Kryzys formalnego imperium Wielkiej Brytanii, (1939-1951) (1997)
- Ghana – droga do samodzielności państwowej, 1951-1957, (2000)
- Sahara Zachodnia – fiasko dekolonizacji czy sukces podboju? 1975-2011 (1996)